# Gymnoscirtetes pusillus
Gymnoscirtetes pusillus är en insektsart som beskrevs av Scudder, S.H. 1897. Gymnoscirtetes pusillus ingår i släktet Gymnoscirtetes och familjen gräshoppor. Inga underarter finns listade i Catalogue of Life.